# Trissonca asperula
Trissonca asperula är en fjärilsart som beskrevs av Edward Meyrick 1933. Trissonca asperula ingår i släktet Trissonca och familjen mott. Inga underarter finns listade i Catalogue of Life.